# Мкртчян, Карен Арташесович
Карен Арташесович Мкртычан (арм. Կարեն Մկրտչյան; род. 8 ноября 1961, Махачкала) — российский актёр, телеведущий, режиссёр-постановщик массовых мероприятий, участник команды КВН Махачкалинские бродяги. Генеральный директор Молодежного Центра Культуры в Махачкале, директор ГБУ «Дагестан-Концерт». Заслуженный деятель искусств Республики Дагестан.

## Биография
Карен Мкртчян родился 8 ноября 1961 года в Махачкале, в день выхода в эфир первого выпуска КВН.
Отец — армянин. По собственному признанию, с малых лет играл на сцене, танцевал и пел, что впоследствии сильно пригодилось в его карьере на телевидении. Окончил исторический факультет Дагестанского государственного университета.
В 1980-х годах работал в махачкалинской школе № 1 учителем истории.
В 1987 году на дагестанском телевидении вёл программу «Моды и нравы» совместно с Исламом Шовкринским.
В 1989 году был избран в городской Совет народных депутатов.
С 1994 по 1998 года — участник команды КВН «Махачкалинские бродяги», которая завоевала чемпионство в 1996 году. В команде он выделялся своим артистизмом и прекрасным вокалом. После завершения карьеры в КВН продолжает принимать участие в различных юбилейных мероприятиях и спецпроектах Клуба.
За свою жизнь он сменил множество профессий: был школьным учителем, телеведущим, бизнесменом, депутатом. Сейчас Карен Арташесович принимает активное участие в культурной жизни Махачкалы и там же возглавляет Молодёжный Центр Культуры.
В 2016 награждён Почётным знаком Республики Дагестана «За любовь к родной земле».
В 2021 году награждён Медалью «За доблестный труд»
В 2023 году награждён Медалью Расула Гамзатова

## Семья
- Старший брат - Эрнест Мкртчян
- Младший брат — Альберт Мкртчян
- Жена — Елена Мкртчян
- Сын — Андраник (1986)
- Дочь — Анаит (1987)

## Фильмография
1. 1998 — Разные песни по-любому
2. 2002 — Разные песни по-любому 2
3. 2005 — Разные песни по-любому 3
4. 2012 — Жизнь – поле для охоты — Гулиа, начальник группы
5. 2007 — Разные песни по-любому 4
6. 2011 — Чужие мечты — главврач
7. 2012 — Самозванка — Арташ
8. 2012 — Дикий-3 — Шахрат
9. 2012 — Ромео и Джульетта
10. 2013 — Пропавший без вести — Авдей, криминальный авторитет
11. 2013 — До смерти красива — Сергей Турабелидзе